# Barrett Wendell
Barrett Wendell (* 23. August 1855 in Boston, Massachusetts; † 9. Februar 1921) war ein US-amerikanischer Literaturwissenschaftler und Anglist an der Harvard University.

## Leben
Wendell erhielt seine Schulbildung an privaten Institutionen in New York City. 1877 erwarb er einen ersten Studienabschluss am Harvard College, anschließend studierte er – ebenfalls in Harvard – Jura und erhielt eine Ausbildung in verschiedenen Anwaltskanzleien in Boston und New York. Die juristische Karriere verließ er dann zugunsten der Philologie.
1880 wurde Wendell Dozent für Composition (im sprachlichen Sinne) und Rhetorik in Harvard. 1880 wurde er Assistant Professor, 1893 ordentlicher Professor für Englisch. Sabbatjahre führten ihn 1902/1903 an die Oxford University und die Cambridge University, 1904/05 an die Sorbonne und 1911 nach Indien, China und Japan. 1917 wurde er emeritiert.
Wendell wurde 1889 in die American Academy of Arts and Sciences gewählt, er war Mitglied der Massachusetts Historical Society und der American Academy of Arts and Letters. Henry James nominierte ihn 1912 für einen Nobelpreis für Literatur. Wendell hielt Ehrendoktorate folgender Universitäten: Columbia University (1913), Harvard University (1918) und Universität Straßburg (1920).
Barrett Wendell war seit 1890 mit Edith Greenough verheiratet, das Paar hatte vier Kinder.

## Werke und Schriften
Unter Wendells Werken und Schriften finden sich Romane, Dramen, Essays und Lehrbücher. Für den Band des Cambridge Modern History über die Vereinigten Staaten (1903) steuerte Wendell das Kapitel über die Geistesgeschichte (“The American Intellect”) bei.
- The Duchess Emilia, 1885
- Rankell’s Remains, 1887
- English Composition, 1891
- Cotton Mather, 1891
- Stelligeri and Other Essays Concerning America, 1893
- William Shakespeare, 1894
- A Literary History of America, 1900
- Raleigh in Guiana, 1902
- Rosamond, 1902
- A Christmas Masque, 1902
- mit Chester N. Greenough: The Temper of The Seventeenth Century in English Literature, 1904
- Liberty, Union and Democracy – the National Ideals of America, 1906
- The France of Today, 1907
- The Privileged Classes, 1908
- The Mystery of Education, 1909
- The Traditions of European Literature, 1920